# Olry Terquem (Geologe)

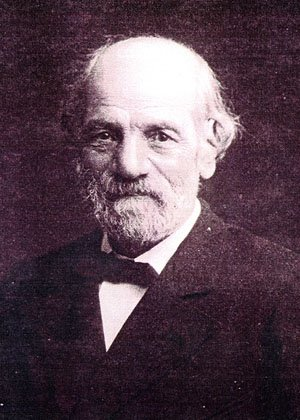
Olry Terquem

Olry Terquem (* 26. September 1797 in Metz; † 19. Juni 1887 in Paris) war  ein französischer Geologe, Paläontologe und Apotheker. Er war ein Pionier der paläontologischen Stratigraphie in Frankreich und der Erforschung der Geologie Lothringens, wobei er besonders Foraminiferen nutzte.
Terquem kam aus einer liberalen jüdischen Familie und selbst wie sein Onkel Teil einer Reformbewegung im Judentum (zum Beispiel war er gegen den Ausschluss von Frauen aus religiöser Erziehung und gegen eine Trennung beim Gottesdienst). Er war der Neffe des gleichnamigen Mathematikers Olry Terquem (1782–1862).
Terquem studierte bis 1822 Pharmazie in Paris und war danach Apotheker in Metz. Außerdem unterrichtete er ab 1833 angewandte Chemie an der École Centrale in Metz. 1852 verkaufte er seine Apotheke und widmete sich ganz der Paläontologie und Geologie. Im Deutsch-Französischen Krieg 1870 zog er nach Paris  und klassifizierte die Foraminiferen-Sammlung von Alcide d’Orbigny. Er war auch Kurator für Paläontologie und Geologie am Museum in Metz.
1845 bis 1865 unternahm er ausgedehnte Feldstudien zur Geologie (Stratigraphie) und Paläontologie in Lothringen, Luxemburg und den Ardennen. Dabei nutzte er zum Beispiel die beim Eisenbahnbau im Moseltal entdeckten Foraminiferen.
Er untersuchte besonders das Hettangium und war in eine Kontroverse mit angewandten Geologen wie Jules Levallois um deren stratigraphische Einordnung verwickelt. Terquem erkannte richtig, dass sie die unterste Stufe des Jura (Lias) bilden und nicht zur Trias gehören. Benannt wurde das Hettangium 1864 von Eugène Renevier nach dem Ort Hettange-Grande an der Mosel, wo sich in einem Steinbruch die namengebende Typlokalität befindet. Terquem fand auch, dass bestimmte Foraminiferen sich seit dem Lias kaum veränderten, entsprechend der später von  Stephen Jay Gould als Stasis bezeichneten Evolutionsphasen (siehe Punktualismus).
Er war ab 1850 Mitglied der Société géologique de France.
Mehrere Arten von Fossilien sind nach ihm benannt wie die Foraminifere Neoconorbina terquemi (Rzehak, 1888).